# Lagarder Danciu
Lagarder Danciu (Slatina, 3 de enero de 1981) es un activista sin techo rumano de etnia gitana, radicado en España.

## Biografía

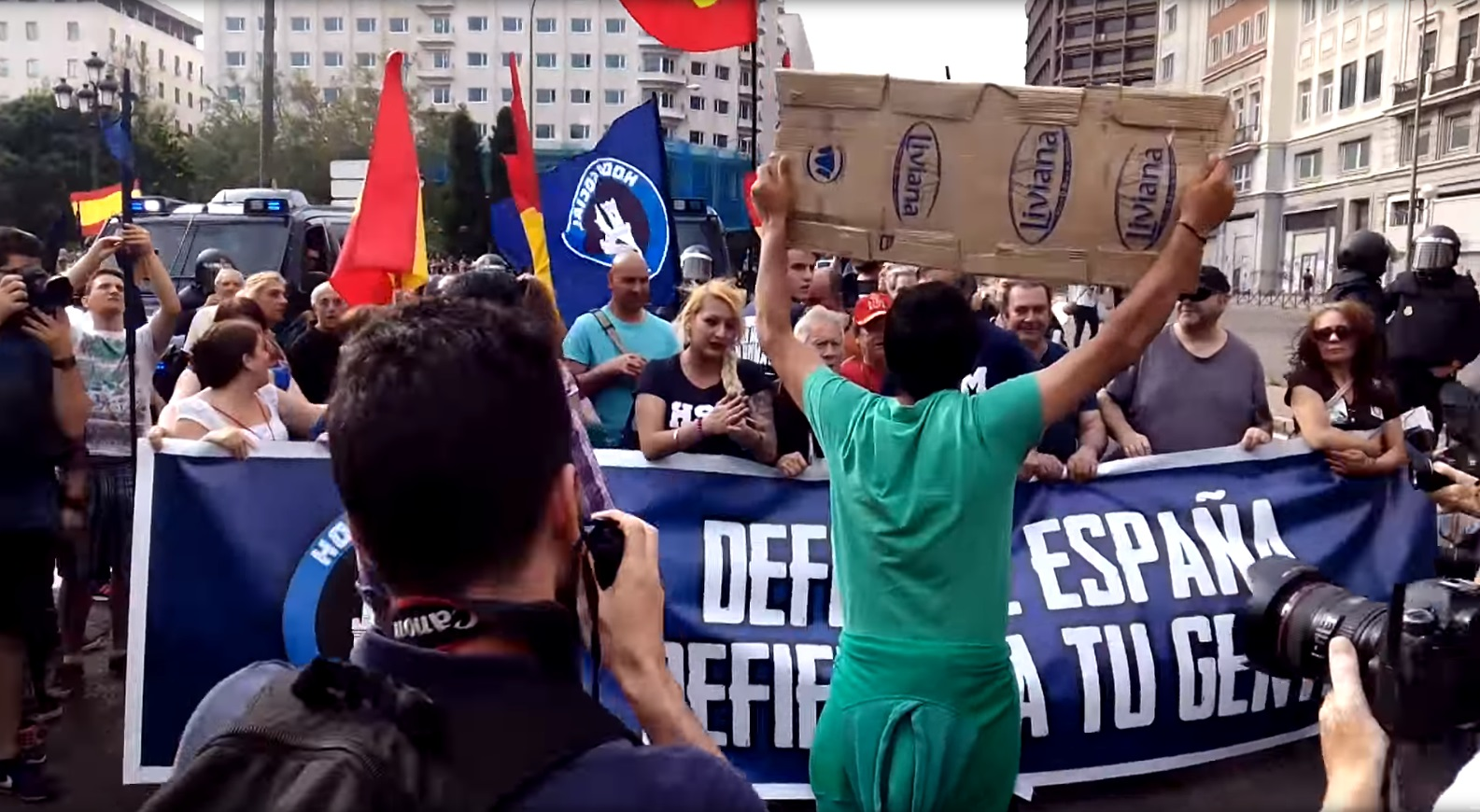
Lanciu protestando contra la cabecera de una manifestación neonazi en el 2016 en Madrid.

Nació el 3 de enero de 1981 en Slatina, en la Rumania de Ceauşescu. Criado en un orfanato de Bucarest, Danciu ha agradecido al comunismo el recibir una educación; titulado en Sociología y Trabajo Social, abandonó su puesto de funcionario, según Danciu —gitano y homosexual— angustiado por la opresiva moralidad ortodoxa y por el peso de los años de régimen comunista sobre la sociedad, y, previo paso por Portugal, se trasladó a España con 25 años, trabajando como jornalero en el campo, jardinero, mediador, camarero, traductor de la policía y educador en un centro de educación secundaria. Integrando en 2014 del núcleo fundador de Podemos en Sevilla, posteriormente se alejó del partido, criticando unas «prácticas antidemocráticas» que según Danciu se daban dentro del partido.
Autodefinido como «activista sin techo en defensa de los derechos humanos» y como «gitano, rumano, gay, ateo, anarquista y vegano», es conocido por su activismo antidesahucios, a favor de las personas sin hogar y en favor de los derechos humanos de los refugiados.
El 22 de mayo de 2020 fue detenido por los Mozos de Escuadra y expulsado de la okupada Casa Cádiz acusado de abusos sexuales a un joven residente. Fue absuelto por el tribunal en la Audiencia de Barcelona. en enero de 2023, aduciendo que las relaciones habían sido consentidas,  y que el relato de la víctima era incoherente, por lo cual «El tribunal entiende que admitir que no sucedieron hechos como los descritos lleva a cuestionar la veracidad de todo lo demás relatado por la víctima».

## Obras
- Danciu, Lagarder (2017). Sin techo. Caminando en un mundo que prohíbe los sueños. Barcelona: Descontrol Editorial.[8]